# ديريك بورجوازي
ديريك بورجوازي (بالإنجليزية: Derek Bourgeois)‏ هو عالم موسيقى وملحن بريطاني، ولد في 16 أكتوبر 1941 في كينغستون ‏ في المملكة المتحدة، وتوفي في 6 سبتمبر 2017 في بول في المملكة المتحدة.

## وصلات خارجية
- الموقع الرسمي
- ديريك بورجوازي على موقع IMDb (الإنجليزية)
- ديريك بورجوازي على موقع ميوزك برينز (الإنجليزية)
- ديريك بورجوازي على موقع ديسكوغز (الإنجليزية)